# Старая Глинка
Старая Глинка — село в Яковлевском районе Белгородской области России.
Входит в Мощенское сельское поселение.

## География
Расположено рядом с автомобильной дорогой 14К-6, северо-западнее посёлка городского типа Томаровка. По восточной окраине села Старая Глинка протекает река Глинский Колодезь.
Через Старую Глинку проходят просёлочная и автомобильная дороги; имеются улица Ленина и переулок Лесной.

## Население
| 2002 | 2010 |
| ---- | ---- |
| 206  | ↗241 |